# Macrobrachium jelskii
Macrobrachium jelskii is een garnalensoort uit de familie van de Palaemonidae. De wetenschappelijke naam van de soort is voor het eerst geldig gepubliceerd in 1877 door Edward John Miers als Palaemon jelskii.